# Lausdomini
Lausdomini is een plaats (frazione) in de Italiaanse gemeente Marigliano.